# Židovská populace
| Židé a judaismus |
| Židé • Judaismus • Kdo je Žid |
| Ortodoxní • Konzervativní (Masorti) Progresivní (Reformní - Liberální) • Ultraortodoxní Samaritáni • Falašové • Karaité                                                                                            |
| Etnické skupiny a jazyky |
| Aškenázové • Sefardové • Mizrachim Hebrejština • Jidiš • Ladino • Ge'ez • Buchori |
| Populace (vývoj) |
| Evropa • Amerika • Asie • Afrika • Austrálie |
| Náboženství |
| Bůh • Principy víry • Boží jména 613 micvot • Halacha • Noachidské zákony Mesiáš • Eschatologie |
| Židovské myšlení, filosofie a etika |
| Židovská filosofie Cdaka • Musar • Vyvolenost Chasidismus • Kabala • Haskala |
| Náboženské texty |
| Tóra • Tanach • Mišna • Talmud • Midraš Tosefta • Mišne Tora • Šulchan aruch Sidur • Machzor • Pijut • Zohar |
| Životní cyklus, tradice a zvyky |
| Obřízka • Pidjon ha-ben • Simchat bat • Bar micva Šiduch • Svatba • Ketuba • Rozvod (Get) • Pohřeb Kašrut • Židovský kalendář • Židovské svátky Talit • Tfilin • Cicit • Kipa Mezuza • Menora • Šofar • Sefer Tora |
| Významné postavy židovství |
| Abrahám • Izák • Jákob • Mojžíš Šalomoun • David • Elijáš • Áron Maimonides • Nachmanides • Raši Ba'al Šem Tov • Ga'on z Vilna • Maharal                                                                           |
| Náboženské budovy a instituce |
| Chrám • Synagoga • Ješiva • Bejt midraš Rabín • Chazan • Dajan • Ga'on Kohen (kněz) • Mašgiach • Gabaj • Šochet Mohel • Bejt din • Roš ješiva                                                                      |
| Židovská liturgie |
| Šema • Amida • Kadiš Minhag • Minjan • Nosach Šacharit • Mincha • Ma'ariv • Musaf |
| Dějiny Židů |
| starověk • středověk • novověk |
| Blízká témata |
| Antisemitismus • Gój • Holocaust • Izrael Filosemitismus • Sionismus Abrahámovská náboženství |
| z • d • e |

Židovská populace je počet Židů ve světě, což je obtížně zjistitelné, vzhledem k neustálým debatám o tom kdo je vlastně Žid. Všechny demografické údaje uvedené v tomto článku jsou odhady z citovaných zdrojů.

## Celková populace
Podle celosvětového průzkumu židovské populace (World Jewish Population Survey) z roku 2002, byl počet světového židovstva na počátku roku 2002 spočítán na 13 296 100. Podle studie Židovské agentury (Sochnut) z roku 2002, se ve světě nachází 12,9 milionu Židů.
Odhady pro rok 2006 obvykle židovskou populaci určují na 14 milionů. Internetový server adherents.com tvrdí, že letech 1970, 1977, 1983, 1992, 1995 a 1998 bylo ve světě 14 milionů Židů. Další zdroje uvádí populace v rozmezí od 12,8 do 18,2 milionů.
Metropolitní oblasti s největšími židovskými populacemi jsou:
| pořadí | město       | stát          | počet obyvatel |
| ------ | ----------- | ------------- | -------------- |
| 1.     | Tel Aviv    | Izrael        | 2 560 000      |
| 2.     | New York    | Spojené státy | 1 970 000      |
| 3.     | Haifa       | Izrael        | 655 000        |
| 4.     | Los Angeles | Spojené státy | 621 000        |
| 5.     | Jeruzalém   | Izrael        | 570 000        |
| 6.     | Miami       | Spojené státy | 514 000        |
| 7.     | Paříž       | Francie       | 310 000        |

Židovská autonomní oblast je nadále autonomní oblastí Ruské federace. Guvernér Nikolaj Michaljovič Volkov oznámil, že chce podporovat každou hodnotnou iniciativu, kterou budou provádět místní židovské organizace. Birobidžanská synagoga byla v roce 2004 otevřena k výročí 70 let založení této oblasti v roce 1934. Vrchní rabín z Birobidžanu, Mordechaj Scheiner tvrdí, že v hlavním městě žije 4000 Židů.

## Největší židovské populace podle států
Tato tabulka obsahuje data z roku 2002. 
| Pořadí | Stát                  | Židé      | % židovské populace | % všech Židů |
| ------ | --------------------- | --------- | ------------------- | ------------ |
| 1      | USA                   | 6 150 000 | 2%                  | 38,62%       |
| 2      | Izrael                | 5 600 000 | 80%                 | 35,7%        |
| 3      | Rusko                 | 800 000   | 0,57%               | 4,91%        |
| 4      | Francie               | 606 561   | 1%                  | 4,15%        |
| 5      | Kanada                | 393 660   | 1,2%                | 2,695%       |
| 6      | Spojené království    | 350 000   | 0,6%                | 1,97%        |
| 7      | Německo               | 220 000   | 0,25%               | 1,51%        |
| 8      | Argentina             | 250 000   | 0,67%               | 1,335%       |
| 9      | Ukrajina              | 142 276   | 0,3%                | 0,97%        |
| 10     | Austrálie             | 120 000   | 0,55%               | 0,82%        |
| 11     | Jihoafrická republika | 88 688    | 0,04%               | 0,61%        |
| 12     | Brazílie              | 87 000    | 0,2%                | 0,60%        |
| 13     | Bělorusko             | 72 103    | 0,7%                | <0,5%        |
| 14     | Maďarsko              | 60 041    | 0,6%                | <0,5%        |
| 15     | Mexiko                | 53 101    | 0,05%               | <0,5%        |
| 16     | Belgie                | 51 821    | 0,5%                | <0,5%        |
| 17     | Španělsko             | 48 409    | 0,12%               | <0,5%        |
| 18     | Nizozemsko            | 32 814    | 0,2%                | <0,5%        |
| 19     | Moldavsko             | 31 187    | 0,7%                | <0,5%        |
| 20     | Uruguay               | 30 743    | 0,9%                | <0,5%        |
| 21     | Itálie                | 30 213    | 0,052%              | <0,5%        |
| 22     | Chile                 | 25 375    | 0,131%              | <0,5%        |
| 23     | Polsko                | 24 999    | 0,065%              | <0,5%        |
| 24     | Venezuela             | 20 900    | 0,1%                | <0,5%        |
| 25     | Írán                  | 20 405    | 0,03%               | <0,5%        |
| 26     | Etiopie               | 20 000    | 0,027%              | <0,5%        |
| 27     | Švédsko               | 18 003    | 0,2%                | <0,5%        |
| 28     | Uzbekistán            | 17 453    | 0,065%              | <0,5%        |
| 29     | Turecko               | 17 415    | 0,025%              | <0,5%        |
| 30     | Indie                 | 15 405    | 0,005%              | <0,5%        |
| 31     | Švýcarsko             | 14 649    | 0,2%                | <0,5%        |
| 32     | Panama                | 10 029    | 0,33%               | <0,5%        |
| 33     | Lotyšsko              | 9 092     | 0,397%              | <0,5%        |
| 34     | Rakousko              | 8 184     | 0,1%                | <0,5%        |
| 35     | Gruzie                | 7 951     | 0,17%               | <0,5%        |
| 36     | Ázerbájdžán           | 7 911     | 0,1%                | <0,5%        |
| 37     | Dánsko                | 7 062     | 0,13%               | <0,5%        |
| 38     | Rumunsko              | 6 029     | 0,027%              | <0,5%        |
| 39     | Nový Zéland           | 5 447     | 0,135%              | <0,5%        |
| 40     | Řecko                 | 5 334     | 0,05%               | <0,5%        |
| 41     | Maroko                | 5 236     | 0,016%              | <0,5%        |
| 42     | Kazachstán            | 4 100     | 0,027%              | <0,5%        |
| 43     | Litva                 | 3 596     | 0,1%                | <0,5%        |
| 44     | Kolumbie              | 3 436     | 0,008%              | <0,5%        |
| 45     | Česko                 | 3 072     | 0,03%               | <0,5%        |
| 46     | Slovensko             | 3 041     | 0,056%              | <0,5%        |
| 47     | Peru                  | 2 800     | 0,01%               | <0,5%        |
| 48     | Kostarika             | 2 409     | 0,06%               | <0,5%        |
| 49     | Bulharsko             | 2 300     | 0,031%              | <0,5%        |
| 50     | Estonsko              | 1 818     | 0,136%              | <0,5%        |

## Současné populační odhady
Podle průzkumů světové židovské populace (World Jewish Population Survey) z roku 2002, je velikost židovské populace na začátku roku 2002 celkem 13 296 100 osob. Z toho vyplývá, že světové židovstvo má na celosvětové populaci podíl 2,19 ‰ (promile). Každý 457. člověk na světě je tedy Žid. Podle zrevidovaných dat byl meziroční růst mezi lety 2001 a 2002 celkem 0,3%, což je přibližně 44 tisíc Židů.
Podle studie Židovské agentury z roku 2002 počet židovské populace každoročně klesá o 50 tisíc lidí.
Hlavní populační centra židovských komunit jsou:
| Židovská populace          | 2019       | 2019          |
| -------------------------- | ---------- | ------------- |
|                            |            |               |
| Region                     | Populace   | Procent (%) b |
| Svět                       | 13 296 100 | 100,0         |
|                            |            |               |
| Amerika, celkem            | 6 476 300  | 48,7          |
| severní Amerika c          | 6 064 000  | 45,6          |
| střední Amerika            | 52 500     | 0,4           |
| jižní Amerika              | 500 000    | 2,7           |
|                            |            |               |
| Evropa, celkem             | 1 558 500  | 11,7          |
| Evropská unie              | 1 034 400  | 7,8           |
| západní Evropa             | 19 600     | 0,1           |
| bývalý SSSR d              | 410 000    | 3,1           |
| východní Evropa a Balkán d | 94 500     | 0,7           |
|                            |            |               |
| Asie, celkem               | 5 069 900  | 38,1          |
| Izrael h                   | 5 025 000  | 37,8          |
| bývalý SSSR d              | 25 000     | 0,2           |
| ostatní                    | 19 900     | 0,1           |
|                            |            |               |
| Afrika, celkem             | 87 200     | 0,7           |
| severní Afrika e           | 7 400      | 0,1           |
| jižní Afrika f             | 79 800     | 0,6           |
|                            |            |               |
| Oceánie g                  | 104 200    | 0,8           |

Poznámky
- a 1. leden
- b Drobné odchylky vzhledem k zaokrouhlení.
- c USA a Kanada.
- d Asijské oblasti Ruska a Turecka zahrnuté v Evropě.
- e Včetně Etiopie.
- f Jihoafrická republika, Zimbabwe a další subsaharské státy.
- g Austrálie, Nový Zéland.
- h Včetně 370 tisíc židovských Izraelců žijících na Západním břehu Jordánu a v Golanských výšinách.

## Procentuální vyjádření populace
Všechny odhady populace v této sekci jsou vytvořeny tak, že se vezme procentuální podíl každé země a vynásobí se počtem obyvatel dané země. Ačkoliv se údaje v tabulce mohou zdát přesné na několik desetinných míst, jsou často značně nepřesné a mohou se významně lišit od čísel z jiných zdrojů. Tato data jsou sepsána pro utvoření přibližného přehledu židovské populaci ve vybraných zemích. Přesnější odhady u jednotlivých zemích jsou dostupná níže.
Například následující tabulka uvádí židovskou populaci v Argentině jako 195 tisíc, ale nejlepší průzkumy předkládají čísla 185-250 tisíc.. Údaje uvedené v následující tabulce jsou přibližné odhady a neměly by být pokládány za naprosto přesné.
Procento židovské populace v jednotlivých zemích bylo získáno z Mezinárodní zprávy náboženské svobody Ministerstva zahraničních věcí (US State Department's International Religious Freedom Report) z roku 2004 a v případě, že údaje nebyly dostupné tak z Židovských populačních tabulek (Jewish Population Tables). Celková populace v jednotlivých zemích byla za rok 2005 převzata ze serveru census.gov..
Tato čísla reprezentují Židy jako etnikum. Mnoho z nich, ale ne všichni, praktikují judaismus.

### Podle státu
Poznámka: Celkový součet na konci tabulky reprezentuje celosvětovou tabulku, ne pouze vyjmenované státy.
| Stát                                 | Oblast            | Populace (2005) | % židovské populace | Odhadovaný počet Židů |
| ------------------------------------ | ----------------- | --------------- | ------------------- | --------------------- |
| Židé v Afghánistánu                  | střední Asie      | 29 928 987      | 0,000003307         | 1                     |
| Židé v Alžírsku                      | severní Afrika    | 32 531 853      | 0,0003%             | 100                   |
| Židé v Argentině                     | jižní Amerika     | 39 537 943      | 0,52%               | 195 000               |
| Židé v Arménii                       | Kavkaz            | 2 982 904       | 0,025%              | 750                   |
| Židé v Austrálii                     | Oceánie           | 20 090 437      | 0,45%               | 90 406                |
| Židé v Ázerbájdžánu                  | Kavkaz            | 7 911 974       | 0,1%                | 7 911                 |
| Židé v Bahrajnu                      | Blízký východ     | 750 000         | 0,05%               | 40                    |
| Židé v Bangladéši                    | jižní Asie        | 147 000 000     | 0,00011%            | 175                   |
| Židé v Bělorusku                     | východní Evropa   | 10 300 483      | 0,7%                | 72 103                |
| Židé v Belgii                        | západní Evropa    | 10 364 388      | 0,5%                | 51 821                |
| Židé v Bolívii                       | jižní Amerika     | 8 857 870       | 0,006%              | 500                   |
| Židé v Bosně a Hercegovině           | Balkán            | 4 025 476       | 0,025%              | 1 006                 |
| Židé v Botswaně                      | jižní Afrika      | 1 640,115       | 0,006%              | 100                   |
| Židé v Brazílii                      | jižní Amerika     | 186 112 794     | 0,04%               | 295 125               |
| Židé v Bulharsku                     | Balkán            | 7 450 349       | 0,031%              | 2 300                 |
| Židé v Černé Hoře                    | Balkán            | 630 548         | n.a.                | n.a.                  |
| Židé v Česku                         | střední Evropa    | 10 241 138      | 0,03%               | 3 072                 |
| Židé v Číně                          | východní Asie     | 1 306 313 812   | 0,00008%            | 1 000                 |
| Židé v Dánsku                        | severní Evropa    | 5 432 335       | 0,13%               | 7 062                 |
| Židé v Dominikánské republice        | Karibik           | 8 950 034       | 0,001%              | 100                   |
| Židé v Ekvádoru                      | jižní Amerika     | 13 363 593      | 0,007%              | 935                   |
| Židé v Egyptě                        | severní Afrika    | 77 505 756      | 0,0001%             | 100                   |
| Židé v El Salvadoru                  | střední Amerika   | 6,704,932       | 0.001%              | 100                   |
| Židé v Eritreji                      | východní Afrika   | 4 401 000       | 0,00002%            | 1                     |
| Židé v Estonsku                      | severní Evropa    | 1 332 893       | 0,136%              | 1 818                 |
| Židé v Etiopii                       | východní Afrika   | 73 053 286      | 0,027%              | 20 000                |
| Židé na Filipínách                   | jihovýchodní Asie | 87 857 473      | 0,0001%             | 100                   |
| Židé ve Finsku                       | severní Evropa    | 5 223 442       | 0,021%              | 1 110                 |
| Židé ve Francii                      | západní Evropa    | 60 656 178      | 1%                  | 606 561               |
| Židé v Gruzii                        | Kavkaz            | 4 677 401       | 0,17%               | 7 951                 |
| Židé v Ghaně                         | západní Afrika    | 18 412 247      | 0,0043%             | 800                   |
| Židé v Guatemale                     | střední Amerika   | 14 655 189      | 0,008%              | 1 172                 |
| Židé v Chile                         | jižní Amerika     | 15 980 912      | 0,131%              | 25 375                |
| Židé v Chorvatsku                    | Balkán            | 4 495 904       | 0,4%                | 3000                  |
| Židé na Islandu                      | severní Evropa    | 300,000         | 0.003%              | 10                    |
| Židé v Indii                         | jižní Asie        | 1 080 264 388   | 0,0005%             | 15 401                |
| Židé v Íránu                         | Blízký východ     | 68 017 860      | 0,03%               | 20 405                |
| Židé v Iráku                         | Blízký východ     | 26 074 906      | 0,0004%             | 100                   |
| Židé v Irsku                         | západní Evropa    | 4 015 676       | 0,044%              | 1 790                 |
| Židé v Izraeli                       | Blízký východ     | 6 276 883       | 80%                 | 5 021 506             |
| Židé v Itálii                        | jižní Evropa      | 58 103 033      | 0,052%              | 30 213                |
| Židé na Jamajce                      | Karibik           | 2 731 832       | 0,011%              | 300                   |
| Židé v Japonsku                      | východní Asie     | 127 417 244     | 0,0008%             | 1 002                 |
| Židé v Jemenu                        | Blízký východ     | 20 727 063      | 0,01%               | 2 000                 |
| Židé v Jihoafrické republice         | jižní Afrika      | 44 344 136      | 0,2%                | 88 688                |
| Židé v Jižní Koreji                  | východní Asie     | 48 422 644      | 0,0002%             | 100                   |
| Židé v Kanadě                        | severní Amerika   | 32 805 041      | 1,2%                | 393 660               |
| Židé v Kazachstánu                   | střední Asie      | 15 185 844      | 0,027%              | 4 100                 |
| Židé v Keni                          | východní Afrika   | 33 829 590      | 0,001%              | 400                   |
| Židé v Kolumbii                      | jižní Amerika     | 42 954 279      | 0,008%              | 3 436                 |
| Židé v Kongu                         | střední Afrika    | 60 085 004      | 0,0002%             | 120                   |
| Židé v Kostarice                     | střední Amerika   | 4 016 173       | 0,06%               | 2 409                 |
| Židé na Kubě                         | severní Amerika   | 11 346 670      | 0,013%              | 1 500                 |
| Židé v Kyrgyzstánu                   | střední Asie      | 5 146 281       | 0,018%              | 926                   |
| Židé v Lotyšsku                      | severní Evropa    | 2 290 765       | 0,42%               | 9 525                 |
| Židé v Libanonu                      | Blízký východ     | 3 826 018       | 0,003%              | 100                   |
| Židé v Libyi                         | severní Afrika    | 3 826 018       | 0%                  | 0                     |
| Židé v Litvě                         | severní Evropa    | 3 596 617       | 0,1%                | 3 596                 |
| Židé v Lucembursku                   | západní Evropa    | 468 571         | 0,14%               | 655                   |
| Židé v Maďarsku                      | střední Evropa    | 10 006 835      | 0,6%                | 60 041                |
| Židé v Maroku                        | severní Afrika    | 32 725 847      | 0,016%              | 5 236                 |
| Židé v Mexiku                        | severní Amerika   | 106 202 903     | 0,05%               | 53 101                |
| Židé v Moldavsku                     | východní Evropa   | 4 455 421       | 0,7%                | 31 187                |
| Židé v Namibii                       | jižní Afrika      | 2 030 692       | 0,006%              | 115                   |
| Židé v Německu                       | střední Evropa    | 82 431 390      | 0,13%               | 107 160               |
| Židé v Nigérii                       | západní Afrika    | 128 771 988     | 0,008%              | 10 000                |
| Židé v Nikaragui                     | střední Amerika   | 5 675 356       | n.a.                | 50                    |
| Židé v Nizozemsku                    | západní Evropa    | 16 507 491      | 0,2%                | 37 000                |
| Židé v Norsku                        | severní Evropa    | 4 593 041       | 0,027%              | 1 240                 |
| Židé na Novém Zélandu                | Oceánie           | 4 035 461       | 0,135%              | 5 447                 |
| Židé v Pákistánu                     | jižní Asie        | 165 803 560     | 0,000001%           | 200                   |
| Židé v Panamě                        | střední Amerika   | 3 039 150       | 0,33%               | 10 029                |
| Židé v Paraguayi                     | jižní Amerika     | 6 347 884       | 0,016%              | 1 015                 |
| Židé v Peru                          | jižní Amerika     | 27 925 628      | 0,01%               | 2 800                 |
| Židé v Polsku                        | střední Evropa    | 38 635 144      | 0,065%              | 24 999                |
| Židé v Portoriku                     | Karibik           | 3 916 632       | 0,038%              | 1 488                 |
| Židé v Portugalsku                   | západní Evropa    | 10 566 212      | 0,007%              | 739                   |
| Židé v Rakousku                      | střední Evropa    | 8 184 691       | 0,1%                | 8 184                 |
| Židé v Rumunsku                      | Balkán            | 22 329 977      | 0,027%              | 6 029                 |
| Židé v Rusku                         | východní Evropa   | 143 420 309     | 0,5%                | 717 101               |
| Židé v Řecku                         | jižní Evropa      | 10 668 354      | 0,05%               | 5 334                 |
| Židé v Severní Makedonii             | Balkán            | 2 045 262       | 0,0098%             | 200                   |
| Židé v Srbsku                        | Balkán            | 9 778 991       | 0,022%              | 2 200                 |
| Židé v Singapuru                     | jihovýchodní Asie | 4 425 720       | 0,007%              | 300                   |
| Židé na Slovensku                    | střední Evropa    | 5 431 363       | 0,056%              | 3 041                 |
| Židé ve Slovinsku                    | střední Evropa    | 2 011 070       | 0,005%              | 100                   |
| Židé ve Spojeném království          | západní Evropa    | 60 441 457      | 0,5%                | 302 207               |
| Židé ve Spojených státech amerických | severní Amerika   | 300 400 000     | 2,1%                | 6 400 000             |
| Židé v Surinamu                      | jižní Amerika     | 438 144         | 0,046%              | 200                   |
| Židé v Sýrii                         | Blízký východ     | 18 448 752      | 0,0005%             | 100                   |
| Židé ve Španělsku                    | jižní Evropa      | 40 341 462      | 0,12%               | 48 409                |
| Židé ve Švédsku                      | severní Evropa    | 9 001 774       | 0,2%                | 18 003                |
| Židé ve Švýcarsku                    | střední Evropa    | 7 489 370       | 0,2%                | 14 978                |
| Židé v Tádžikistánu                  | střední Asie      | 7 163 506       | 0.001%              | 100                   |
| Židé v Thajsku                       | jihovýchodní Asie | 65 444 371      | 0,0003%             | 199                   |
| Židé v Trinidad a Tobago             | střední Amerika   | 1 088 644       | 0,1%                | 1 088                 |
| Židé v Tunisku                       | severní Afrika    | 10 074 951      | 0,018%              | 1 813                 |
| Židé v Turecku                       | Balkán            | 69 660 559      | 0,025%              | 17 415                |
| Židé v Turkmenistánu                 | střední Asie      | 4 952 081       | 0,01%               | 495                   |
| Židé v Ugandě                        | východní Afrika   | 28 816 000      | 0,003%              | 800                   |
| Židé na Ukrajině                     | východní Evropa   | 47 425 336      | 0,3%                | 142 276               |
| Židé v Uruguayi                      | jižní Amerika     | 3 415 920       | 0,9%                | 30 743                |
| Židé v Uzbekistánu                   | střední Asie      | 26 851 195      | 0,065%              | 17 453                |
| Židé ve Venezuele                    | jižní Amerika     | 25 375 281      | 0,1%                | 20 900                |
| Židé v Zimbabwe                      | jižní Afrika      | 12 746 990      | 0,006%              | 764                   |
| Celkem                               | Celkem            | 6 430 856 221   | 0,227%              | 14 596 217            |

### Podle oblasti
Tyto údaje byly spočítány z dat z předchozí tabulky. Ve čtvrtém sloupci jsou uvedena procenta populace židovského obyvatelstva v dané oblasti (židé v oblasti * 100 / celková populace oblasti). Poslední sloupec představuje procentuální podíl židovského obyvatelstva v oblasti k celosvětovému židovstvu (židé v oblasti * 100 / celková židovská populace).
(Poznámka: Egypt, Súdán, a arabské státy Maghrebu jsou započítány do severní Afriky, ne do Blízkého východu).

#### Afrika
| oblast          | celková populace | Židé    | židovská populace (%) | podíl na světovém židovstvu (%) |
| --------------- | ---------------- | ------- | --------------------- | ------------------------------- |
| střední Afrika  | 83 121 055       | 1 000   | 0,0001                | 0,0008                          |
| východní Afrika | 193 741 900      | 20 400  | 0,011                 | 0,14                            |
| severní Afrika  | 202 151 323      | 7 249   | 0,004                 | 0,05                            |
| jižní Afrika    | 137 092 019      | 89 667  | 0,065                 | 0,614                           |
| západní Afrika  | 268 997 245      | 42 000  | 0,00004               | 0,0007                          |
| Celkem          | 885 103 542      | 160 316 | 0,013                 | 0,805                           |

#### Asie
| oblast            | celková populace | Židé      | židovská populace (%) | podíl na světovém židovstvu (%) |
| ----------------- | ---------------- | --------- | --------------------- | ------------------------------- |
| střední Asie      | 92 019 166       | 23 074    | 0,025%                | 0,158%                          |
| východní Asie     | 1 527 960 261    | 2 102     | 0,0001%               | 0,014%                          |
| Blízký východ     | 274 775 527      | 5 076 338 | 1,847%                | 34,779%                         |
| jižní Afrika      | 1 437 326 682    | 15 401    | 0,0004%               | 0,037%                          |
| jihovýchodní Asie | 571 337 070      | 599       | 0,0001%               | 0,004%                          |
| Celkem            | 3 903 418 706    | 5 117 514 | 0,131%                | 34,993%                         |

#### Evropa
| oblast          | celková populace | Židé      | židovská populace (%) | podíl na světovém židovstvu (%) |
| --------------- | ---------------- | --------- | --------------------- | ------------------------------- |
| Balkán          | 65 407 609       | 18 299    | 0,028%                | 0,125%                          |
| střední Evropa  | 74 510 241       | 99 437    | 0,133%                | 0,681%                          |
| východní Evropa | 212 821 296      | 977 173   | 0,459%                | 6,695%                          |
| západní Evropa  | 375 832 557      | 1 224 176 | 0,326%                | 8,387%                          |
| Celkem          | 728 571 703      | 2 319 085 | 0m318%                | 15,888%                         |

#### Amerika
| oblast          | celková populace | Židé      | židovská populace (%) | podíl na světovém židovstvu (%) |
| --------------- | ---------------- | --------- | --------------------- | ------------------------------- |
| Karibik         | 23 809 622       | 1 888     | 0,008%                | 0,013%                          |
| střední Amerika | 42 223 849       | 52 500    | 0,035%                | 0,124%                          |
| severní Amerika | 446 088 748      | 6 361 443 | 1,426%                | 43,1%                           |
| jižní Amerika   | 371 075 531      | 359 800   | 0,09%                 | 2,7%                            |
| Celkem          | 859 388 128      | 6 773 743 | 0,788%                | 45,9%                           |

#### Austrálie a Oceánie
| oblast  | celková populace | Židé   | židovská populace (%) | podíl na světovém židovstvu (%) |
| ------- | ---------------- | ------ | --------------------- | ------------------------------- |
| Oceánie | 30 564 520       | 95 853 | 0,314%                | 0,657%                          |